# De Sitterův prostoročas
De Sitterův prostoročas je obecně n-rozměrný útvar, který je obdobou hyperkoule v prostoru, a ve kterém lze použít Lorentzovu transformaci.
V obecné teorii relativity jde o maximálně symetrické vakuové řešení Einsteinových rovnic gravitace kladnou kosmologickou konstantou. Jde o model vesmíru, ve kterém je zahrnut vliv kosmologické konstanty, ale neuvažuje se jeho zaplnění hmotou – nazývá se pak de Sitterův vesmír.
De Sitterův časoprostor objevili nezávisle na sobě Willem de Sitter a Tullio Levi-Civita roku 1917.